# Détroit de Vilkitski
Pour les articles homonymes, voir Vilkitski.
Le détroit de Vilkitski (en russe : пролив Вилькицкого) est un bras de mer de la mer de Kara séparant la péninsule de Taïmyr de l'île Bolchevique, qui fait partie de la terre du Nord.

## Géographie
Faisant partie de la mer de Kara, le détroit est relié en son extrémité est à la mer des Laptev. La longueur du détroit de Vilkitski est de 128 kilomètres, sa largeur de 55 à 85 kilomètres et sa profondeur varie entre 32 et 210 mètres. Le détroit est recouvert de glaces dérivantes toute l'année. Il a été découvert en 1913 par une expédition hydrographique russe, dirigée par Boris Vilkitski. Le détroit porte son nom depuis 1918.
Les îles Heiberg se trouvent à l'entrée ouest du détroit Vilkitski. Au sud du détroit, la péninsule de Taïmyr se termine au cap Tcheliouskine, qui est le point le plus septentrional du continent eurasiatique. Les rives du côté de la péninsule de Taïmyr sont couvertes par une végétation de toundra. La côte septentrionale est plus élevée et son altitude diminue vers le sud. Les cours d'eau qui se jettent dans le détroit de Vilkitski sont modestes ; ils sont peu profonds et ne permettent pas la navigation.